# Karkar (berg)
Karkar (armeniska: Կարկառ) är ett berg i Armenien. Det ligger i provinsen Siunik, i den sydöstra delen av landet, 130 kilometer öster om huvudstaden Jerevan. Toppen på Karkar är 3 208 meter över havet, eller 208 meter över den omgivande terrängen. Bredden vid basen är 6,6 km.
Terrängen runt Karkar är huvudsakligen kuperad. Runt Karkar är det ganska glesbefolkat, med 42 invånare per kvadratkilometer.. Närmaste större samhälle är Angeghakot, 19,9 kilometer söder om Karkar.
Trakten runt Karkar består i huvudsak av gräsmarker.